# Hybomys trivirgatus
Hybomys trivirgatus és una espècie de mamífer rosegador de la família dels múrids. Viu a Costa d'Ivori, Ghana, Guinea, Libèria, Nigèria i Sierra Leone. El seu hàbitat natural són els boscos primaris o secundaris tropicals humits. És una espècie en risc mínim, és a dir, no sembla que hi hagi cap amenaça significativa per a la seva supervivència. El seu nom específic, trivirgatus, significa ‘de tres ratlles’ en llatí.